# Spilomicrus abnormis
Spilomicrus abnormis är en stekelart som beskrevs av Marshall 1868. Spilomicrus abnormis ingår i släktet Spilomicrus, och familjen hyllhornsteklar. Arten är reproducerande i Sverige.